# 銀狼怪奇ファイル
『銀狼怪奇ファイル』（ぎんろうかいきファイル）は、1996年1月13日から3月16日まで日本テレビの『土曜グランド劇場』枠（毎週土曜日21:00 - 21:54、JST）で放送された日本のテレビドラマ。主演は堂本光一。平均視聴率は20.3%。

## 作品概要
正式な番組タイトルは『銀狼怪奇ファイル〜二つの頭脳を持つ少年〜』（ぎんろうかいきファイル〜ふたつのずのうをもつしょうねん〜）。原作：金成陽三郎、作画：越智辺昌義による漫画作品『超頭脳シルバーウルフ』を原作としているが、主人公の能力と主要な登場人物の名前以外はほぼ別作品となっている。堂本光一の初の単独主演連続ドラマであり、その一人二役と共に大きく話題となった作品である。
映像ソフトとしてバップよりVHSが発売された。
VHSでは前後編の事件においては、前編のエンディングと後編のオープニングがカットされて収録されているが、現在は全て廃盤となっており、2022年現在、DVD版・Blu-ray版はリリースされていない。
堂本光一は2023年に自身のラジオ番組『KinKi Kids どんなもんヤ!』で『銀狼怪奇ファイル』について言及し、「どうしても第1話『首なしライダー』っていうのが表現的に今再放送がなかなか難しいんじゃないかって言われてますよね」「それぐらい当時はなかなか攻めたドラマだったんじゃないかと思います」と振り返っている。

## あらすじ
父母を亡くし、父の友人・小早川順三郎に育てられた不破耕助は、順三郎の娘で姉同然の冴子と3人暮らしをする普通の高校生である。しかし、殺人事件に巻き込まれて命を失いかけて以降、「銀狼」と名乗る粗野で冷徹な別の人格が現れるようになった。耕助の頭蓋骨内には、優しく大人しい性格の普通の高校生「耕助」と、IQ220をもつ天才「銀狼」の2つの頭脳があり、危険が迫った時に切り替わることがわかる。
それ以後、耕助が通う天神学園で奇怪な殺人事件が起きるようになる。もはや超常現象としか説明しようのない不可能犯罪に対し、銀狼はその天才頭脳を駆使し、次々と科学的に事件を解決していくが、耕助には過酷な試練が待ち構える。やがて銀狼誕生の秘密や、全ての事件の裏に潜む「金狼」の存在、そしてその正体が明らかになっていく。

## キャスト

### 主人公
不破耕助 / 不破銀狼
演 - 堂本光一 （KinKi Kids）（幼少期：北尾亘）
主人公。天神学園高校1年生で、新聞部部員。父親である不破俊助による遺伝子操作により、生まれつき一つの体の中に「耕助」と「銀狼」という、2つの頭脳を併せ持つ青年。表に出ている人格が精神的に追い詰められた時やパニックに陥った時に、互いの意識が切り替わる。
【耕助】：穏やかで家族や新聞部員からも愛される存在。知能は人並みで運動神経も自転車に乗れないほどに悪い。姉の冴子が全く家事が出来ないため小早川家の家事・炊事は全て耕助が担当している。
5歳の頃に父親が死に、小早川家に引き取られて以降、銀狼に切り替わることもなく、姉の冴子や養父の順三郎と共に平穏な日々を送っていたが、親友の赤間良と共にバイク事故に遭い心停止した際、11年ぶりに銀狼と切り替わり、一命を取り留める。以後、学園に起こる奇怪な事件に巻き込まれていくが、その過程で自分や冴子の危機にパニックに陥ったり狼狽すると銀狼に切り替わるようになる。
耕助と銀狼は、一方が表に出ている時にはもう1人は暗い箱のようなものの中にいるような感じで表に出ている人格の行動を把握しており、その気になれば表にいる銀狼の行動を停めるために無理やり交代することも出来る。そのため耕助から見れば銀狼の行動は無茶苦茶なものに見えるため、耕助には悩みの種でもある。
気弱な耕助だが、事件を経験するにつれて徐々に成長も見られ、自転車に乗れるようになったり、野球部のイジメを隠ぺいした理事長に怒りをぶつけて殴るなどたくましさも徐々に見えてくる。
交代を繰り返すにつれ、次第に耕助と銀狼の感情が混ざり出し、耕助にも銀狼のような激しい一面が見えはじめる。更には交代による脳への負担から命の危機にも際してしまい、どちらかの脳の機能を停止しなければならない状態に陥る。最終決戦に臨む際、次に切り替われば最後、二度と表に現われることができなくなることを知りながら、姉の冴子を金狼の魔の手から救うために、銀狼に後を託すとの覚悟を見せたが、最終的には銀狼が誕生日プレゼントとして耕助に意識を返すことで復活を果たす。
【銀狼】：不破耕助の体に存在するもう一つの頭脳。パーマのかかった髪型になり、青味がかった銀色の瞳と知能指数220という人並はずれた知能を持つ。優しい耕助とは違い粗野で、冴子には冷血漢と言われる。
頭脳面だけでなく、身体能力においても銀狼と耕助との間には大きな差があり、喧嘩が弱く、第1話では自転車にも乗ることができなかったほどの運動音痴である耕助に対し、銀狼はオートバイも乗りこなせるほど運動神経抜群で、屈強な複数のボディーガードを1人で蹴散らすほど格闘術にも優れている。このように耕助よりも圧倒的に知能や運動能力が高いこととプライドの高さから銀狼は耕助のことを見下しており、表に出た際は自分に害をなす相手に対して「俺をなめるなよ」や「なめてンじゃねェぞ」と言い放つ。この他、事件のトリックを暴くと決意した際の「俺に不可能はない」や事件のトリックを見破った際に放つ「なるほどね」も口癖としている。また、姉の冴子ばかりでなく、相手の年齢や立場を問わず、養父の小早川教授をオッサン呼ばわりしたり、教員の大林大作や春日みどりなどに対してでもファーストネームで呼ぶことも特徴である。
その一方、亡き父・俊助を思い慕う点では耕助と同じであり、高い知能のせいで誤解されていたが、「耕助のように子供らしく過ごしたかった」と発言しており、幼少期の誕生日に渡されたプレゼントが、耕助がラジコンで自分は顕微鏡だった（ほんとは自分もラジコンがほしかった）のが悔しかったと順三郎の催眠暗示によって判明している。
また、劇中で犯人に狙われた人物から助けを求められても助けたりしないため冷血漢と言われているが、犯人を問い詰める際には何人も殺しといてと発言したり、第4話では犯人の五代美香の心情を察したりすることもあり、何より冴子の危機には助けたりするなど、けして人の心が無いわけではない。
以上のように高い知能と優れた能力を駆使し、銀狼は大胆不敵に学園に起こる奇怪な事件のトリックを暴いていく。しかし、銀狼の推理は正しいものの銀狼にトリックが看破された際に金狼が新たなトリックに切り替えるため、推理が外れ（たように見え）ることがある。この際には激しく動揺し、耕助に切り替わってしまう。このような人格の切り替わりは、回数を重ねるごとに両者の脳にダメージを蓄積していき、最終的にどちらか一方の脳の活動を停止させなければならない状況となる。最終話では「今、（金狼を倒すために）必要なのは耕助よりも遥かに優秀な自分である」と主張するが、冴子の拒絶により耕助に交代してしまう。すぐに緊急入院となるが、冴子の救出するために手術の直前に新聞部の協力で耕助は脱走。冴子へのプレゼントを銀狼に託して耕助は銀狼と交代した。そして最終決戦の後、冴子に耕助からのプレゼントを渡し、銀狼からは「最初で最後の誕生日プレゼント」として、耕助を還すことを告げ、微笑みを浮かべながら耕助と人格を交代し、冴子に見守られながら安らかに眠りに付いた。

### 小早川家
小早川冴子
演 - 宝生舞
天神学園高校3年生で新聞部副部長。小早川家に引き取られた耕助を「耕ちゃん」と呼び本当の弟のようにかわいく思っており心から大切にしている。ただし、耕助によれば「何かにつけて構ってくる」とやたらと世話焼き又は干渉してくるところがあるため、しばしば兄弟喧嘩が起こる。気も強いため素直になれないとこもあり、意地の張り合いになる場合もある。一方で、耕助とは正反対に粗暴で人を殺しかねない性格の銀狼を毛嫌いしている。
キャリアを目指す女には必要ないと言って、家事全般は一切を耕助と父親任せで全く手伝おうとはしない。
最終話では銀狼が表に出た状態で命の危機に際したが、銀狼から耕助を取り戻そうと銀狼を襲って混乱させて耕助を取り戻す。そのまま手術を受ける耕助を案じて金狼と刺し違えようとするが、逆にに捕らえられる。そして時限性の毒を打たれて銀狼を誘い出すための人質にされるが、銀狼に救出され、金狼が用意していた解毒剤で一命を取り留め、誕生日プレゼントとして耕助を返すと銀狼の優しさを知り、彼を見送った。
その後、無事に卒業式を迎えるが、天神学園の隣の大学へ進学した事で引き続き同じ道を通学する事になる耕助をガッカリさせた。
小早川順三郎
演 - 蟹江敬三
小早川冴子の父。高田馬場大学医学部教授で医師を務める。身寄りのなくなった5歳の耕助を引き取り、息子のように冴子と分け隔てなく育てる。
医者で有りながら科学の知識にもかなり豊富で、特に自然現象に関しての知識は博識。その知識を昔から耕助にも授けていたようで、事件の超常現象の見解を聞きに来た新聞部に耕助と一緒に説明する役割も担当する。
銀狼の存在を知ってからは耕助と銀狼の過去を探るために父親の過去を探りながら出世の秘密を突き止めた。
終盤に人格の切り替わりの限界から、銀狼の脳の活動を停止させようとするが、新聞部部員たちの妨害で脱走されて失敗に終わり男子部員たちに激怒した。
事件解決後は、担任と泣きながら無事に卒業式を迎える。
小早川家の愛犬
演 - ピュンピュン（犬）
小早川家の愛犬。
番犬として飼育され、門の脇に繋がれ、根城として、赤い屋根の小屋を与えられている。順三郎に貰われてきて溺愛されている。主人である順三郎には尻尾を振って対応するものの耕助には夜に帰宅した際に吠えるなど、あまり懐いていない様子。雌雄と名前は不明。

### 天神学園高校
薬師寺力（-つとむ）
演 - 三宅健（V6、Coming Century）
天神学園高校1年生。同級生の不良グループにいじめられており、晴れの日に赤い雨傘を差して登校することを命じられていた。その後、不破耕助の勧誘で新聞部に入部。途中から転入してきた吉川に好意を寄せるが、それを見透かされてはあしらわれるばかりの気弱な性格。
その正体は銀狼の異母兄弟の金狼であり、気弱ないじめられっ子を演じて周囲を欺き、耕助の周囲の人々の心の闇に漬け込み、犯罪計画を持ちかけて次々と事件を引き起こした。
最終対決においては、自身の死を演出するために行きずりの高校生をバイトと偽って誘い殺害、ミイラ化させた後に部室に置いて殺されたと見せかけて、耕助を動揺させて銀狼と交代させ、直接勝負を挑む。そして冴子を拉致した後に耕助の前に姿を現し、金狼としての正体を露わにした。
テレビドラマ『金田一少年の事件簿』第2シーズン「異人館ホテル殺人事件」では新聞部員として登場している（後述のコラボレーション参照）。
蛭間純平
演 - 井ノ原快彦（V6、20th Century）
天神学園高校2年生で、新聞部部員。基本的におっちょこちょいな性分で、軽いノリ。竜太郎とともに遥に好意（片思い）を寄せており、よく竜太郎とは対立又は意地の張り合いをする事が多く、遥の前ではやたらと恰好を付ける。部活動では、耕助をこき使っているが、ここぞという時は真剣な眼差しで語るなど大切な後輩として見守っている。
最終話では竜太郎、太らと一緒に耕助が病院を脱出するのを手助けをし、卒業式に遥にアタックしようとしたが、竜太郎と共に先を越された太が付き合っていたために玉砕した。
土門竜太郎
演 - 秋山純（ジャニーズJr.（MA））
天神学園高校2年生で、新聞部部員。真面目な秀才だが、説明しようとすると誰かに取られたり、純平と意地の張り合う癖があり、やや空回る面が見える。
遥の卒業による引退で新部長に就任。
純平、太らと一緒に耕助が病院を脱出するのを手助けをし、卒業式に遥にアタックしようとしたが、純平と同様に玉砕した。
『金田一少年』第2シーズン「異人館ホテル殺人事件」では新聞部員として登場している（後述のコラボレーション参照）。また、同作ではホテルのオーナーの親戚という設定も追加されている。
鏡遥
演 - 木村佳乃
天神学園高校3年生で、新聞部部長。新聞部では、冴子と並んでマドンナ的存在。新聞の見出しを決める立場のようで、よく見出しを考えるシーンがある。
耕助を温かく見守っており、入れ替わることに気付いてはいないが、銀狼をクールで凛々しいと感じている。
最終話では親から車を借り、病院から脱出した耕助が金狼の元へ向かう手助けをする。卒業式では太と付き合っていることを公表ひた。
木ノ内 太
演 - 松山幸次
天神学園高校2年生で、新聞部部員。部ではカメラ係。体格は肥満体で、食べることに目がないが、写真のセンスは抜群である。遥にとっては頼りになる部員で、最終話では彼女の卒業式の1か月前から交際を始めていたことを公表して純平と竜太郎に追い回された。
『金田一少年』第2シーズン「異人館ホテル殺人事件」では新聞部員として登場している（後述のコラボレーション参照）。
吉川麗子
演 - 中山エミリ
第5話から天神学園高校に転入してきた1年生。清楚端麗で前の学園では新聞コンクール優秀賞をとった優秀な新聞部部員であるも、その取材方法は強引で、不法侵入も平然と取材と言って侵入するなど、行動や性分に荒々しい一面を持ち合わせている。新聞部では、記事の情報収集係。不破耕助/銀狼に好意を寄せている（特に銀狼のとき）。冴子とは気が合わず、しばしば衝突する。力の好意は気づいているが、耕助に惚れているため軽くあしらっている。最終話で不破金狼に捕らえられ、力(つとむ)こと金狼に媚薬をチラつかせて自分を愛する事を強要され、屈服してしまうが、耕助/銀狼の活躍により無事に救出された。
大林 大作
演 - 宇梶剛士
天神学園高校社会科教師（世界史を担当）で、新聞部顧問を務める。生徒の前で平気でタバコを吸うヘビースモーカーで、生徒たちからは嫌われている。
人体発火事件の際は新聞部を休部にしようとする教頭と、それに反発する部員とのあいだで板挟みになり、また、不破金狼からは教師2人と生徒1人を殺した犯人に仕立てられ間接的に殺されそうになったり、包帯の男（後述の川上）と遭遇して刃物を向けられたりと不運な目に遭うことが多かった。卒業式では順三郎と肩を抱いて一緒に泣いた。

### 不破家
不破金狼
演 - 幼少期：ぱくゆう、一部の声：米山信之
銀狼の異母兄弟。先述の通り、普段は薬師寺力という仮の姿で耕助たちと学園生活を送っている。
銀狼と同様の超天才児であり、オールバックの髪型と赤みの強い茶色の瞳が特徴。銀狼とは違い、頭脳が一つの完全体だが、人間らしい感情が欠落している。父・不破俊助に愛されることなく、超天才児ゆえに他の人からも疎外され、孤独にさらされる人生を過ごす。そして、自分と同じ頭脳明晰だが「失敗作」であるはずの銀狼が幼少期には父に愛され、学園で再会した後も自分が好意を寄せる女生徒に自分以上に愛されていることを知り、銀狼である耕助を心底憎むようになる。銀狼と耕助への報復のために学園の人間たちの心の闇を利用して、犯罪を起こしていく。
父を殺害した後、行方をくらまし、とある孤児院に身を寄せ、マモルという名で生活。同じ孤児院に住む二宮ゆりこと仲良くなるが、自分の知能を敬遠されるようになったことから事故に見せかけて殺害。行方をくらます。
最終的には冴子を人質に取り、アジトにおいて、銀狼と対決。冴子を救うための解毒剤カプセルに仕込んでいたレーザー誘導装置に気づかれ、誘導装置をコンパクト（耕助から冴子への誕生日プレゼント）に移されたことに気づかず、そのコンパクトを奪った自身にレーザーが当たってしまい敗北。最後の力を振り絞り、アジトを自爆させ、アジトと運命を共にした。
不破俊助
演 - 近藤敦
不破耕助の父。小早川順三郎の大学時代の研究仲間。
大学では、表向き生物学を専攻していたが、人知れず行っていた遺伝子操作の独自研究により、超天才児の金狼と銀狼を作った。
邪魔と見なした人間は躊躇なく排除するという金狼の考え方に危機感を覚えるが、耕助が5歳のとき、耕助と銀狼の目の前で金狼に殺されてしまう。自身が殺されることは薄々感じ取っていたことから、耕助にビデオレターを残していた。

### ゲスト
本作品では、2話完結のシナリオ構成となっているため（VHSは2話ごとに事件名を付けて収録）、ゲスト出演者は2話毎の記載とする。

#### FILE 1・2（VHS：ファイル1 首なしライダー）
- 赤間徹 - 石丸謙二郎

良の父でカレー店を営む。良が殺害された後、そのショックと悲しみから部屋に引き篭っていたが首なしライダーとなって復讐と蘇生用の胴体をみつけるためにいじめグループのメンバーを次々と殺害していった。最後はトリックを見破られ耕助の説得に逆上してナイフを向けたところを一時的に蘇った良に刺されて命を落とす。
- 赤間良 - 志萱一馬（現：志ガヤ一馬）

耕助とは中学の頃からの親友。バイクの運転が上手く遅刻しそうな耕助を後ろに乗せて登校したこともある。父から教えられた「弱い奴は助けろ、強い奴には向かっていけ」の言葉を信条とし、正義感が強くいつも苛められてる力を助けていたが、いじめグループが仕掛けたピアノ線の罠により首を切断され死亡。父の手で黒田の胴体と接合されることで一時的に蘇ったが父を刺殺した後、耕助に自分の父の罪が許されることと耕助が自転車に乗れるようになることを願っていると言い遺して二度目の死を迎える。
- 黒田 - 伏石泰宏

良の幼い頃からの友人。良の葬儀では弔辞を読み上げていたが、実際は何をやらせても自分より上で人望も厚かった良の存在により、常に自分が「ナンバー1」になれないことに並々ならぬ嫉妬心を抱き、水谷らに命じて良を死に追いやった張本人。また、いじめグループの首領だった。良の死の真相を問いただそうとする耕助に暴行を加えるが、首なしライダーの襲撃を受ける。その際は耕助から切り替わった銀狼により難を逃れ、銀狼に助けを求めるが見捨てられ、その後に首なしライダーに殺害される。黒田の頭部はサッカー部のボールの中に入れて遺棄され、部員からそれと知らぬ間にサッカーボール同然に扱われるが、胴体は良の蘇生に使われる。
- 水谷 - 佐藤広純

力をいじめていたグループの一人でパンクヘアーをしている。首なしライダーの追跡を受け、良と同様にピアノ線で首を切断されて最初の犠牲者となる。死後に頭部は学園内の樹木の枝に吊るされる。
- 井手 - 千葉文博

いじめグループの一人。水谷が殺害された当初は黒田が犯人であると疑っていた。偽の手紙で呼び出されて斬殺される。頭部は、夜の校舎の廊下で支柱に吊るされた状態で発見される。
- 遠藤 - 中村太一

いじめグループの一人。左耳にチェーン型のピアスをしている。部屋で怯えていたところを電話で脅迫され、窓から身を乗り出したところをガラスを使用したギロチンで首を斬り落とされる。頭部は学園の生徒の個人ロッカーに入れられていた。
- 五郎 - 小尾昌也

首なしライダーを最初に目撃した生徒。その目撃証言から首なしライダーの噂が学園中に広まり、興味を持った新聞部が取材と調査に乗り出すことになる。
- 看護婦 - 丸山秀美
- お坊さん - 今井耐介

良の葬儀でお経を読む。
- 用務員 - 石坂重二

首なしライダーからの挑戦状が供え付けられた井出の生首を発見し、悲鳴を上げ腰を抜かす。
- 医師 - 土師孝也

黒田に転落させられ重症を負った力を診察する。
- 教師 - 井上智之

サッカー部の顧問。

#### FILE 3・4（VHS：ファイル2 恐怖、人間発火事件）
- 五代隆一 - 野村祐人

野球部監督。部員にはスパルタとも言える猛練習を課していたが、内心では他人を蹴落としてのし上がろうとする部員ばかりになった部の現状に黒岩の一件もあって心を痛めていた。なかなか良い成果が得られない事を日下部から指摘され続けた結果、美香からは学校の操り人形にされたと言われる始末。
手切れ金を受け取らずに潔く監督を辞任する姿勢を見せたことで、日下部らの不信を買い殺されそうになるが銀狼に助けられる。最後は日下部らを殺そうとした美香を説得するも、彼女は隆一の目の前で自殺してしまう。
- 五代美香 - 山口紗弥加

隆一の妹。競争心ばかり強くなっている野球部を冷めた目で見ている。元々暗く風変わりな性格で周りと馴染めなかった事や両親を交通事故で失って以来、引き篭っていた。しかし、黒岩と出会った事で再び外に出るようになり、恋人同士になった。黒岩の死とその真相を隠蔽した事から野球部と関係者を憎むようになり、人体発火殺人に及ぶようになる。
銀狼に人体発火のトリックを暴かれ、最後は犯行に使用したマイクロ波照射銃を自らに照射し、それまでの憑き物が落ちたかのような微笑みを浮かべながら焼死する。これにより、耕助は日下部と渡部への怒りを強くした。
耕助にとってはタイプの女性であり、銀狼も美香には普段の荒い口調を控えるなど態度に変化が見られる。
- 日下部 - 石田太郎

天神学園の理事長。ワンマン志向が強い上、自身の保身と出世の事しか考えておらず、野球部の春のセンバツ大会出場も地方選挙出馬の宣伝道具にしか考えていない。それゆえ野球部には大会で上位に食い込んで貰わないと困るという身勝手な理由から、センバツ出場に五年も掛かった隆一にはこれ以上任せられないと監督から下ろす。さらに自身が提示した手切れ金を隆一が受け取らなかった理由から一方的に不信感を抱き、秘密裏に彼を排除しようとした。
祝賀会の挨拶中に美香から狙われ、マイクロ波照射銃のトリックに気付いた銀狼の機転で難を逃れるが、黒岩の件の真相に怒った耕助から殴り飛ばされる。
- 渡部 - 笹野高史

天神学園の教頭。日下部の腰巾着で人体発火事件だけでなく、黒岩の死の真相を探る新聞部を疎ましく思っており、新聞部を強引に休部に追い込もうとする。美香から復讐の標的にされマイクロ波照射銃で狙われるが、渡部と一緒にいたボディーガードが耕助に襲いかかったため、ボディーガードへマイクロ波が照射され、難を逃れる。のちの祝賀会で日下部と同様に耕助から殴られる。
- 河合教授 - 長谷川哲夫

小早川順三郎、耕助の父俊助の大学時代の研究仲間。俊助が残した耕助/銀狼の出生に関する資料が残されたノートを順三郎に渡す。
- 富岡 - 渡邊貴之

野球部の絶対的なエースで中学時代は母校を全国ベスト8に導いたほどの実力者だが、部室で平然と喫煙行為をしたり気に入らない相手を力でねじ伏せようとするなど素行も悪く粗暴な性格。しかし美香からの匿名の殺人予告が届いて以降、事件は黒岩の呪いであると思い、次は自分が殺されるとの恐怖心から銀狼に黒岩の死の真相を話すも、銀狼から突き放され、出場祝賀会で記者達に全てを暴露する。
- 黒岩 - 小林友則

故人。生前は野球部員。美香より一つ年上で上記の一件から恋人同士だった。監督の隆一に素質を見込まれ特待生として入部したが、その類まれなる才能を憎んだ富岡達から理不尽なシゴキを受ける。その時に打球を頭に受けたことが致命傷となり帰らぬ人となる。だがその真相は理事長達の手で闇に葬られ、美香を凶行に駆り立てるきっかけとなる。しかし黒岩を看取った隆一によれば、自分が頭に打球を受けたのは自分の技量のなさからボールを捕れなかったためであり、富岡達を責めないでほしいと訴え、微笑みながら息を引き取ったとのことである。
- 前園 - 長谷川勝彦

野球部員。耕助の友人で遅刻を理由に暴力を受けたり、富岡から使いっ走りにされるなど散々な目に遭っていた。
- 西田 - 若林久弥

野球部コーチ。増長する富岡を快く思ってなかった。黒岩の死を隠蔽するに際し、見て見ぬ振りをしたたため、美香の復讐の標的にされ発火するセーターで殺害される。
- 桜井 - 坂本徳志

野球部員。西田と同様に発火するセーターで殺害される。
- 飯島 - 内山敦之

野球部員。富岡とバッテリーを組んでいた。銀狼により発火するセーターのトリックからは逃れたが、その直後に新たな発火トリックにより殺害される。
- 刑事 - 青柳文太郎
- 記者 - 檀臣幸、五十嵐明、桐本拓哉、平尾仁彰
- 化学教師 - 岩崎ひろし

集めた生徒と一緒にマグネシウムを使った実験を行っていた。銀狼はこの実験をヒントにセーターのトリックを見破った。
- ボディガード - 渥美博、福田亘

日下部に雇われている使用人。新聞部が黒岩の件で渡部を追及した際にも付き添っており、新聞部一行に襲いかかるが、襲われた耕助を庇おうとした美香により一人が焼死させられる。
また隆一が手切れ金の受取を断った際にも、日下部に命じられ、隆一やその場にいた冴子を拉致し、殺害しようとしたが、冴子たちの救出に現われた銀狼に制圧される。
- 生徒 - 木村直雄樹、篠原俊洋

#### FILE 5・6（VHS：ファイル3 破壊の死神）
- 津川譲治 - マイケル富岡

天神学園の美術部顧問。花絵と付き合うが全ては鴻神家の財産を目当てに近づいただけに過ぎず、美術に情熱を燃やしていたのも名を上げて金を得るためでしかなかった。資金援助を断られたことで十三を逆恨みしていた。最終的に学園をクビになり、コンクールでも入選を逃したことで暴れ警備員に取り押さえられる。
- 鴻神あやか - 石堂夏央（5歳時：田島穂奈美）

鴻神家の養女。事件の三年前に、十三に絵の才能を認められて施設から引き取られた。それ故、鴻神家の三姉妹から疎まれ虐げられていた。ドーベルマンを１匹飼っている。コンクールと死神事件の取材に訪れた新聞部と接触して以降、冴子と心を通わせるようになり冴子に絵のモデルを頼むまでになった。鴻神十三の養女との立場だが実際には十三と血が繋がっており、あやかの母親は三姉妹の母親達と同様に十三から絵の才能を認められた弟子の一人だった人物であり、養女になったのも鴻神家の人間に復讐するためだった。トリックを看破された後に、十三の本心と絵の真実を聞かされるが、その事実を受け入れられず全てに絶望して自ら投身自殺した。その死に冴子は心に深い傷を負った。その後、亡くなる前に冴子をモデルに描いた絵は重田の手でコンクールに出展され大賞となった。
- 鴻神花絵 - 野中りえ

鴻神家の長女。コンクールの優勝のためには手段を選ばず、美術部顧問の津川に取り入ったりもした。あやかの復讐の最後の標的となるも、銀狼の手により鴻神家唯一の生存者となる。
- 鴻神泉 - 森田淳奈

鴻神家の次女。父の十三を信奉しており、トリックを見破った銀狼に助けられた後でも父が守ってくれたと言うほどである。死神に襲われ一度目の襲撃で左手首を切り落とされ、搬送先の病院で二度目の襲撃を受け殺害される。
- 鴻神月子 - 高原遊

鴻神家の三女。自分の血を絵の具の代わりに使うなど異常な面がある。ポルターガイスト現象で動き出した備品が胸に刺さり死亡。
- 鴻神十三 - 阿部六郎

故人。日本を代表する高名な画家だったが、本編開始前にポルターガイスト現象で命を落とす。生前に絵のコンクールで優勝した者に全財産を与えるとの遺言を残したことで十三の娘達は反目し合うことになる。実際にはあやかとその母親のことを最期まで想っており、希望を意味する逆位置の死神の絵の下に親子の絵を描いていた。
- 重田 - 天本英世

鴻神家に仕える老年の執事。死神の絵に隠された秘密を把握している。
- 死神 - 梛野素子

絵から抜けだして次々と鴻神姉妹に襲いかかる。
- 看護婦 - 水野なつみ、今井あずさ、日高奈留美

泉が搬送された病院に勤務する看護婦。死神に襲われてから錯乱状態に陥ってナースコールを鳴らし続けた泉に呆れており、ふたたび死神が襲って来た際も泉のナースコールを無視したために殺害を許すことになる。

#### FILE 7・8（VHS：ファイル4 呪われた天神学園）
- 柳沢啓吾 - 長谷川初範

物理教師。昼休みに校内放送を使って生徒の悩み相談をしている。真面目かつ潔癖な性格で、教師は聖職者であるべきと考えており、問題をもみ消そうとする学園の姿勢を苦々しく思っている。フェロモンとネズミの悲鳴によってネズミを操り、入試問題を漏洩した藤森らを殺害していたことを銀狼に暴かれ、最後には自らが使ったのと同じトリックによって何者かに殺害される。
- 春日みどり - 若林志穂

天神学園高校の事務員。美人で生徒からも人気があったが大林と交際していた。「試験問題のチェックをしたい」と言った藤森に試験問題を渡してしまい、結果的に入試問題漏洩に加担したことになり、藤森から「あんたも共犯だ」と脅されていた。藤森・水島が相次いで不可解な死を遂げたため、大林とともに新聞部に助けを求めてきた。銀狼がネズミを操るトリックを見抜いたことで一度は救われるが、金狼による死亡予告が出され、いくつかの偶然が重なったかに思える事故により死亡する。
- 水島明 - 石塚英彦

生物教師。校舎裏での工事を中止させようとした際、動物慰霊碑の話を生徒に聞かせる。実は動物実験マニアで、死んだ実験動物の遺骸を慰霊碑のそばに埋めていた。藤森に脅されて入試問題の漏洩に加担していた。ネズミが盗まれた際には藤森の犯行だと考え、モップを手に藤森を追い回し、柳沢に叱責された。大量のネズミに襲われているところを発見される。
- 藤森康弘 - 石井洋祐

社会科教師。保護者に頼まれて入試問題をコピーして渡していた。職員室で残業していたところを大量のネズミに襲われ死亡する。
- 加藤勝彦 - 遠山俊也

体育教師。春日を校内放送で呼び出し、その死の一因をつくった。脚立に上って体育館の電球を交換していたところ、急に照明が消えたことに驚いてバランスを崩し転落死する。
- 小田典子 - 勇静華

冴子の友人。階段に運んでいたワックスをこぼしてしまい、春日の死の一因をつくった。ガスが充満した部屋で蛍光灯のスイッチを入れたために爆発に巻き込まれ死亡する。
- 氷室由美 - 丸山未帆
- 神尾校長 - 野村昇史

入試問題漏洩疑惑について調査をしたが真相はわからなかったと職員会議の席上で述べた。全校集会で生徒に喫煙をしている者に対して勇気をもって注意するよう呼びかけた。
- 大和田 - 世古陽丸
- 染谷 - 山口真司
- 佐々木 - 斉藤弘勝
- 樫田 - 石坂重二
- 伊丹 - 岩崎ひろし
- 現場監督 - 斉藤暁

校舎裏で行われている工事の現場監督。
- 刑事 - 津田英三

天神学園で次々と起こる事件で毎回現場に居合わせる大林に疑いの目を向ける。
- 事務員 - えいり未知
- 生徒 - 東海林龍、園田裕樹、中川雄介
- 配送業者 - 菊地誠

#### FILE 9・10（VHS：ファイル5 最終決戦vs金狼）
- 宮坂圭子 - 東恵美子
- 川上トオル - 木村季果

天神学園の生徒。
病院を営む両親を持つ学園始まって以来の天才と騒がれていたが、その事から、いじめを受け、硫酸をかぶって自殺を図るが失敗。顔には火傷が残り、そのまま学園を中退して、実家の病院で療養生活を送る。
その後、生徒を次々と殺害しては、その遺体をミイラに変える事件を起こし、当初は金狼の正体ではないかと思われていたが川上自身は金狼のあやつり人形に過ぎなかった。最後は銀狼に追い詰められたところを金狼に始末され、新聞部の中に金狼がいる事をほのめかして落命する。
- 神田五郎 - 小尾昌也
- 佐々木美和 - 内野真理子
- 西山貴利子 - 野口径
- 水野 - 中原耕太郎
- 新田 - 松島勇気
- 警官 - 河原崎長一郎
- 看護婦 - 有坂京子
- 女（声） - 泉よし子

川上が自身を訪ねに来た者を追い返すために使われた川上の母の物と思われる声。夫婦揃って川上に殺害され病院の中でミイラ化した遺体となっていた。
- 長谷川半蔵 - 香取慎吾（次クールの同枠ドラマ『透明人間』の主人公）

## スタッフ
- 脚本 - 田子明弘、羽原大介、大石哲也
- 演出 - 佐藤東弥、保母浩章、井上健
- 音楽 - 武内享
- 選曲 - 志田博英
- 効果 - 小川広美（東洋音響）
- 美術デザイン - 高野雅裕、大竹潤一郎
- 演出補 - 羽住英一郎
- タイトルバック演出 - 堤幸彦
- 特殊合成 - クロースタジオ
- ファイティングコーディネーター - 佐々木修平
- 技術協力 - NTV映像センター
- 企画協力 - 樹林伸
- チーフプロデューサー - 小杉善信
- プロデュース - 井上健、蒔田光治
- 協力プロデューサー - 櫨山裕子
- 制作協力 - 東宝株式会社
- 製作著作 - 日本テレビ

## 主題歌

### オープニングテーマ
- 近藤真彦『ミッドナイト・シャッフル』

作詞：沢ちひろ、作曲・編曲：ジョー・リノイエ

### エンディングテーマ
- 堂本光一『僕は思う』

作詞：相田毅、作曲：谷本新、編曲：船山基紀

## 受賞歴
- 第8回ザテレビジョンドラマアカデミー賞
  - 助演女優賞（宝生舞）
  - 撮影賞

## 放送日程
参照『宇宙船YEAR BOOK 1997』朝日ソノラマ〈宇宙船別冊〉、1997年2月28日、66頁。雑誌コード：018844-02。
| 各話                                                       | 放送日  | サブタイトル                                                                   | 脚本     | 演出     | 視聴率 |
| ---------------------------------------------------------- | ------- | ------------------------------------------------------------------------------ | -------- | -------- | ------ |
| 第1話                                                      | 1月13日 | 2つの頭脳を持つ少年。恐怖! 首なしライダー出現!                                 | 田子明弘 | 佐藤東弥 | 19.3%  |
| 第2話                                                      | 1月20日 | 生き返る死体!? 暴かれた首なしライダーの悲しい正体                              | 田子明弘 | 佐藤東弥 | 20.9%  |
| 第3話                                                      | 1月27日 | 突然人体が炎上!? エリート野球部連続怪死の謎を追え!                             | 大石哲也 | 佐藤東弥 | 18.0%  |
| 第4話                                                      | 2月03日 | 人体発火・完結編 憎しみが炎に変わる! 野球部に消えた純愛                        | 大石哲也 | 佐藤東弥 | 22.3%  |
| 第5話                                                      | 2月10日 | ポルターガイスト 机がイスが勝手に動きだす!! 学園に忍び寄る死神の影             | 羽原大介 | 保母浩章 | 19.1%  |
| 第6話                                                      | 2月17日 | 死神が絵からぬけだし最後の娘が死ぬ…血ぬられた画家一族を狙う復讐の仮面をあばけ! | 羽原大介 | 保母浩章 | 19.6%  |
| 第7話                                                      | 2月24日 | 呪われた天神学園・動物のたたり!? ネズミの大群が教師を襲う                      | 田子明弘 | 井上健   | 19.3%  |
| 第8話                                                      | 3月02日 | 金狼がついに登場!! 予告通りに次々と起こる事故死はトリック!?                    | 田子明弘 | 井上健   | 23.2%  |
| 第9話                                                      | 3月09日 | 金狼現わる! 生徒が一晩でミイラに…明かされる銀狼出生の秘密                      | 大石哲也 | 佐藤東弥 | 22.4%  |
| 第10話                                                     | 3月16日 | 完結編! 最終決戦VS金狼 勝つのは誰だ?! そして最後の変身…                        | 大石哲也 | 佐藤東弥 | 23.7%  |
| 平均視聴率 20.8%（視聴率は関東地区・ビデオリサーチ社調べ） |         |                                                                                |          |          |        |

## コラボレーション
- このドラマの前年に同じ枠で放送されていたドラマ版『金田一少年の事件簿（第1期）』で、主役である金田一一を演じたのは光一の相方でもある堂本剛であった。そのことに加えて『金田一少年』と『銀狼（シルバーウルフ）』の原作者が同じ金成陽三郎という縁から、このドラマの主人公不破耕助は金田一一と親友であるという設定があり、本作の放送開始前に放送された『金田一少年』のスペシャル「雪夜叉伝説殺人事件」では耕助（銀狼）が、本作の終了後に放送された第2シーズン「異人館ホテル殺人事件」では本作の新聞部員たちがそれぞれ登場する。
- このドラマの次番組はSMAPの香取慎吾が主演の『透明人間』であり、2番組のコラボレーション（『透明人間』の番組宣伝）として最終回で僅かながらも香取が演じる長谷川半蔵と不破耕助の掛け合いがある（ただし、ビデオソフトではカットされている）。